# Selaginella carnerosana
Selaginella carnerosana là một loài dương xỉ trong họ Selaginellaceae. Loài này được T. Reeves mô tả khoa học đầu tiên năm 1980.